# 平糊
平糊（日本稱為平和）是麻将中的一种糊牌形式，在每副牌面子都是順子时成立。其牌型基本上可大可小，從單純的平糊一番，到大車輪的地方役牌型都有，是種變化極大的牌型。因为容易糊出并且容易和其他的牌型複合，所以和断幺九同為基本牌型。其於日本麻將、香港麻雀中為1番，国标麻将中為2分，廣東麻雀中為3番，臺灣麻將中為2台。

## 各地規例
国标麻将及廣東麻雀中的平和允许嵌张、边张或单骑听牌，但是不允许字牌作雀头；而在香港麻雀中，有些玩法的將眼可以是字牌，但必須為四個順子；有一部分規則甚至不承認自摸達成的平胡。至於在臺灣麻將的平胡規則中，各地方有不同版本，但目前較主流的認定為:「胡牌由五組順子及一個對子組成，胡他人牌非自摸。牌中無字、花牌、呈兩面聽，門清則加一台。」(來源自https://mahjongmasters.com/rules/)。所以在台灣麻將中，解釋上只要胡牌時(17張)可組成5組順子及一個對子，且呈兩面聽牌(即聽兩個洞)，皆可認定為平胡。所有日本以外的地區均無門清限制。
日本麻將平和的成立条件包括以下四條：
1. 門前清：即不得吃牌、碰牌及明槓
2. 手牌中每副牌必須都是順子，且不能有刻子。
3. 聽牌方式須為兩面聽（三面聽或能拆出兩面聽也可以），不得為邊張、中洞、單騎聽。
4. 雀頭不得是役牌。换句话说，如果雀頭是三元牌、場風或自風，平和就不成立。

当满足以上全部四个条件时平和成立。第2个到第4个条件都要求不能增加符，所以平和也称为“没有加符的和牌”。另外，在自摸和了时，习惯上忽视自摸的2符，而加上門前清自摸和的1翻。或者这样的听牌形式为单吊雀頭的听牌，所以平和不成立。

## 圖例
听。两面听牌，所以平糊成立。如果是，断幺九也成立。
听，因为是中洞听牌，可以得到中洞听牌的2符，所以平糊不成立。这手牌只有断幺。
听。单骑听牌，不呈兩面聽，所以平糊不成立。
听。两面听牌，平糊和断幺成立，如果是，三色同顺也成立。
如东风场北风位，雀头为南可以视为平和，而东风场南风位则不能。
三面聽可以拆解为兩面聽牌，所以平胡成立。
上面的例子可以理解为的嵌张听牌，也可以理解成的两面听牌。因为日本麻将中总是按照点数较高的方法的决定面子的组成，所以把一萬而不是四萬作雀頭，看成二萬和五萬的两面听牌，平糊成立。如果是則只有平糊，平糊和一盃口都成立。
听。来三萬和来六萬的两种情况，所赢的点数不同。来六萬的话计算比较简单，是作雀頭，的两面听牌。来三萬的话比较复杂：如果理解为作雀頭，的嵌张听牌的话，234的三色同順就成立。这时，因为是嵌张听牌，平糊不成立。和了役是断幺·三色同顺·一杯口的40符4翻，満貫。如果不取三色同顺而取平糊，就是断幺·平糊·一盃口的30符3翻。因为不取平糊而取三色同顺的方法得点更高，所以按照高点法的原則，选择前者（断幺·三色同顺·一杯口）。